# The Black Halo
The Black Halo is het zevende album van de Amerikaanse metalband Kamelot, uitgebracht in 2005 op Steamhammer. Het is het vervolg op Epica. Simone Simons (Epica), Shagrath (Dimmu Borgir), Jens Johansson (Stratovarius) en nog een aantal anderen maakten een gastoptreden op deze plaat.
The Black Halo wordt grotendeels, zowel muzikaal en commercieel, gezien als het beste album wat Kamelot tot nu toe gemaakt heeft. Het wordt tevens gezien als een van de betere (concept)albums in de powermetalwereld en daarbuiten. 

## Nummers
1. March of Mephisto (ft. Shagrath van Dimmu Borgir)– 5:29
2. When the Lights Are Down – 3:42
3. The Haunting (Somewhere In Time) (ft. Simone Simons van Epica) – 5:40
4. Soul Society – 4:18
5. Interlude I: Dei Gratia – 0:57
6. Abandoned – 4:07
7. This Pain – 3:59
8. Moonlight – 5:11
9. Interlude II: Un Assassinio Molto Silenzioso – 0:41
10. The Black Halo – 3:43
11. Nothing Ever Dies – 4:46
12. Memento Mori (ft. Shagrath van Dimmu Borgir) – 8:54
13. Interlude III: Midnight - Twelve Tolls for a New Day – 1:21
14. Serenade – 4:33

## Bezetting
- Roy Khan - Zanger
- Thomas Youngblood - Gitarist
- Glenn Barry - Bassist
- Casey Grillo - Drummer